# Miridy

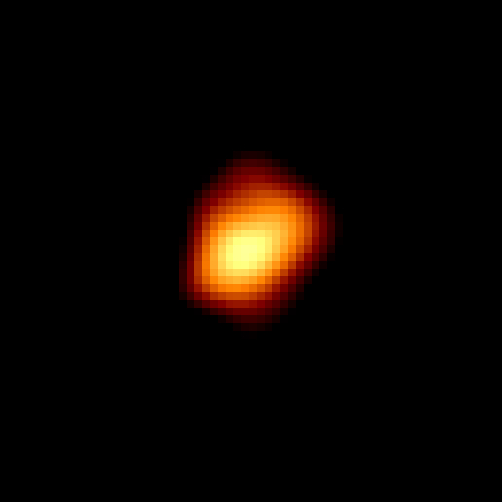
Mira Ceti v roce 1997 (barevné spektrum)

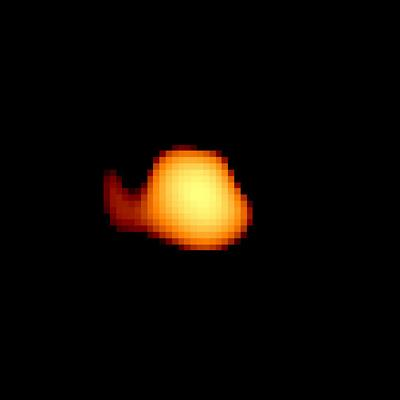
Mira Ceti v roce 1997 (ultrafialové záření)

Miridy jsou proměnné hvězdy s velmi dlouhou periodou pulzací. Periody pulzací se pohybují rozmezí mezi 80 dny a více než 1 000 dnů a jsou téměř pravidelné, ale ne tak pravidelné jak je tomu u hvězd typu delta Cephei nebo RR Lyrae. Amplitudy světelných křivek mirid jsou zpravidla větší než 2,5m a mohou dosáhnout i více než 6m.
Jsou to staří obři spektrálních tříd K a M a mají protáhlý tvar podobný vejci. Vzhledem k nízkým teplotám na jejich povrchu jsou zdroji infračerveného záření.
Pulzace mají svou příčinu ve slupce okolo vyhaslého jádra hvězdy, ve které se Salpeterovou reakcí slučuje helium na kyslík a uhlík. Protože rychlost této reakce závisí na 4. mocnině teploty, jedná se spíše o periodické výbuchy, mezi kterými reakce pohasíná. Jakmile rázová vlna výbuchu dorazí k povrchu hvězdy, zahřeje ho o několik set K. To při jinak nízké povrchové teplotě hvězdy (asi 3 000 K) způsobí disociaci molekul těžších prvků (například titanu nebo vanadu), takže ze spektra zmizí jejich absorpční pásy a hvězda se díky tomu zjasní. Po ochlazení dojde k rekombinaci, a jasnost hvězdy tak podstatně poklesne.
Pomocí mirid lze měřit vzdálenosti, neboť je známá jejich křivka světelných změn i jejich absolutní hvězdná velikost.
První hvězdou, u které byly výše zmíněné vlastnosti pozorovány byla Mira (ο Cet), dvojhvězda v souhvězdí Velryby.